# Torneo de Bruselas 2013
El Bruselas Open de 2013 es un torneo de tenis femenino juega en canchas de arcilla al aire libre. Se trata de la tercera edición del Abierto de Bruselas, y es parte de los torneos Premier. El evento tendrá lugar en el Real Club de Tenis Primerose en Bruselas, Bélgica, del 18 de mayo hasta el 25 de mayo de 2013.

## Cabeza de serie

### Individual
| Tenista            | Ranking | Preclasificada |
| Caroline Wozniacki | 9       | 1              |
| Roberta Vinci      | 15      | 2              |
| Dominika Cibulková | 16      | 3              |
| Sloane Stephens    | 17      | 4              |
| Kirsten Flipkens   | 21      | 5              |
| Julia Görges       | 25      | 6              |
| Varvara Lepchenko  | 31      | 7              |
| Peng Shuai         | 38      | 8              |

### Dobles
| Tenista                           | Ranking | Preclasificada |
| Sania Mirza Zheng Jie             | 35      | 1              |
| Anna-Lena Grönefeld Květa Peschke | 42      | 2              |
| Chan Hao-ching Darija Jurak       | 78      | 3              |
| Olga Govortsova Alicja Rosolska   | 108     | 4              |

## Campeonas

### Individuales
Kaia Kanepi venció a  Peng Shuai por 6-2, 7-5

### Dobles
Anna-Lena Grönefeld /  Květa Peschke vencieron a  Gabriela Dabrowski /  Shahar Pe'er por 6-0, 6-3